# أنسون (ويسكونسن)
أنسون (بالإنجليزية: Anson, Wisconsin)‏ هي بلدة تقع بولاية ويسكونسن في الولايات المتحدة. تبلغ مساحتها 102.4 (كم²)، وترتفع عن سطح البحر 301 م، بلغ عدد سكانها 2076 نسمة في عام 2010 حسب إحصاء مكتب تعداد الولايات المتحدة .

## وصلات خارجية
- https://web.archive.org/web/20120426055453/http://ansontownship.com/
- The US50 - Cities and Towns in Wisconsin State
- Wisconsin Cities and Towns, Facts, Map, Flag, Colleges, Government, and More